# Reazione di Menšutkin
Nella reazione di Menšutkin un'ammina terziaria viene convertita in un sale di ammonio quaternario reagendo con un alogenuro alchilico:
Questa reazione prende il nome dal suo scopritore: il chimico russo Nikolaj Menšutkin, il quale descrisse la procedura nel 1890.
La reazione tra le ammine e gli alogenuri alchilici è difficile da controllare perciò di solito si preferiscono percorsi alternativi (come per esempio la amminazione riduttiva). Ad ogni modo, quando i prodotti finali desiderati sono i sali d'ammonio quaternario, questa reazione diventa un'opzione interessante. La resa è buona e la reazione può essere eseguita facilmente. R1 e R4 possono essere identici ma non è necessario. 
Un esempio di reazione di Menšutkin è la sintesi del cloruro di trietil benzil ammonio a partire da trietilammina e cloruro di benzile:
Alcuni catalizzatori per trasferimento di fase sono utili nell'aumentare la velocità della reazione. 
La reazione viene accelerata dai solventi polari aprotici e da temperature elevate. I gruppi uscenti facilitano la reazione nell'ordine cloro < bromo < iodio.